# Hans Viggo Jensen
Hans Viggo Jensen, född 29 mars 1921 i Skagen, död 30 november 2005 i Esbjerg, var en dansk fotbollsspelare.
Han blev olympisk bronsmedaljör i fotboll vid sommarspelen 1948 i London.